# Конвой №4212/4213
Конвой № 4212 (за іншими даними — 4213) — японський конвой часів Другої світової війни, проведення якого відбувалось у лютому 1944-го.
Вихідним пунктом конвою був атол Трук у центральній частині Каролінських островів, де ще до війни створили потужну базу японського ВМФ, з якої до лютого 1944-го провадились операції в цілому ряді архіпелагів. Пунктом призначення став розташований у Токійській затоці порт Йокосука, що під час війни був обраний як базовий для логістики Труку.
До конвою увійшли танкер «Ноторо» та судно постачання «Ірако», а також транспорти «Тацуура-Мару» (Tatsuura Maru) і «Хібі-Мару». Ескорт забезпечували кайбокани (фрегати) «Окі» та «Манджу».
Загін вийшов у море 13 лютого 1944-го, при цьому, враховуючи загрозу від ворожих субмарин, його певний час також супроводжував мисливець за підводними човнами CH-31, що потім повернувся на Трук. Надалі конвой № 4212 успішно подолав райони поблизу Маріанських островів, островів Огасавара та біля східного узбережжя Японського архіпелагу, де також традиційно діяли американські підводні човни, при цьому 20 лютого «Манджу» відкрив артилерійський вогонь по ймовірній субмарині, а 24 лютого скидав глибинні бомби з метою відлякування. 27 лютого загін без втрат досягнув Йокосуки.
Можливо відзначити, що конвой № 4212 став останнім, якому вдалось успішно полишити Трук перед розгромом цієї бази 17—18 лютого внаслідок рейду американського авіаносного з'єднання.